# Pancho Villa
Pancho Villa   (San Juan del Río del Centauro del Norte, 5 de juny de 1878 - Hidalgo del Parral, 20 de juliol de 1923), nom de guerra de José Doroteo Arango Arámbula, fou un dels líders més importants de la Revolució Mexicana. Va ser una figura clau en el moviment revolucionari que va forçar el president Porfirio Díaz i va portar Francisco I. Madero al poder el 1911. Quan Madero va ser derrocat per un cop d'estat liderat pel general Victoriano Huerta el febrer de 1913, es va unir a les forces anti-Huerta a l'exèrcit constitucionalista dirigit per Venustiano Carranza. Després de la derrota i l'exili de Huerta el juliol de 1914, Villa va trencar amb Carranza. Villa va dominar la reunió de generals revolucionaris que van excloure Carranza i van ajudar a crear un govern de coalició. Emiliano Zapata i Villa es van convertir en aliats formals en aquest període. Com Zapata, Villa estava molt a favor de la reforma agrària, però no la va implementar quan va tenir el poder. A l'altura del seu poder i popularitat a finals de 1914 i principis de 1915, els Estats Units van considerar reconèixer Villa com l'autoritat legítima de Mèxic.

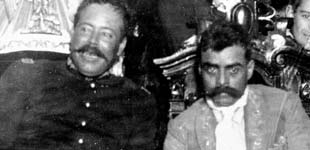
Pancho Villa (a l'esquerra, amb uniforme fosc) i Emiliano Zapata (a la dreta) en el Palau Nacional de la Ciutat de Mèxic). Villa seu al silló presidencial.

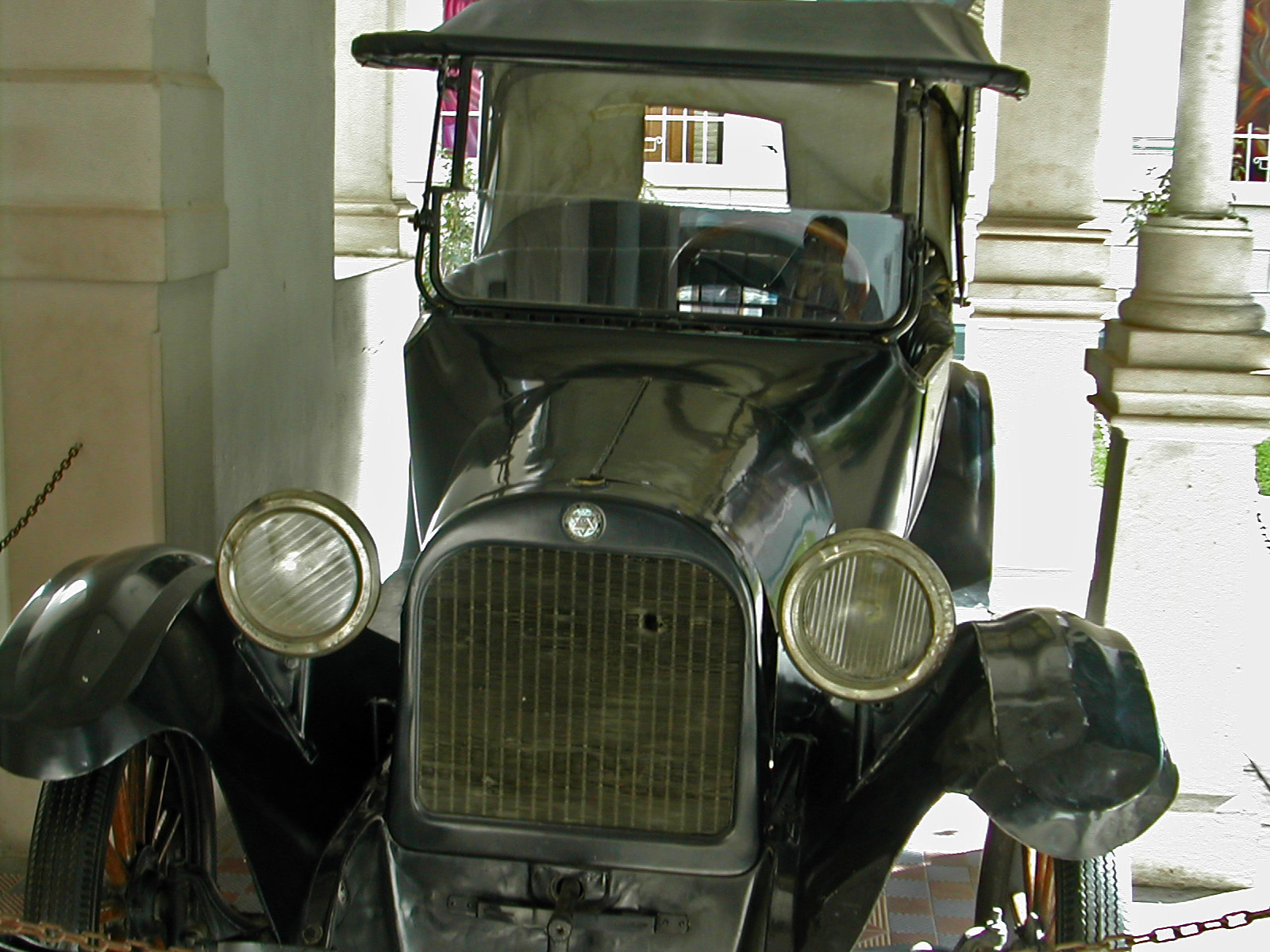
Cotxe en el qual fou metrallat i assassinat el general Francisco Villa. Avui al museu de la ciutat de Chihuahua

La guerra civil va esclatar quan Carranza va desafiar Villa. Villa va ser derrotat decisivament pel general constitucionalista Álvaro Obregón l'estiu de 1915, i els Estats Units van ajudar Carranza directament contra Villa a la Segona Batalla d'Agua Prieta el novembre de 1915. Bona part de l'exèrcit de Villa va marxar després de la seva derrota al camp de batalla i per la seva manca de recursos per comprar armes i pagar els sous dels soldats. Enfadat per l'ajuda dels Estats Units a Carranza, Villa va dur a terme una incursió a la ciutat fronterera de Columbus, Nou Mèxic, per incitar els Estats Units a que envaís Mèxic el 1916. Malgrat un important contingent de soldats i una tecnologia militar superior, els Estats Units no van aconseguir capturar Villa. Quan Carranza va ser destituït del poder el 1920, Villa va negociar una amnistia amb el president interí Adolfo de la Huerta i se li va donar una finca, amb la condició que es retirés de la política. Villa va ser assassinat el 1923. Tot i que la seva facció no es va imposar a la Revolució, va ser una de les seves figures més carismàtiques i destacades.
En vida, Villa va ajudar a modelar la seva pròpia imatge d'heroi revolucionari conegut internacionalment, protagonitzant pel·lícules de Hollywood i donant entrevistes a periodistes estrangers, sobretot John Reed. Després de la seva mort, va ser exclòs del panteó d'herois revolucionaris fins que van desaparèixer els generals sonorans Obregón i Calles, amb els quals va lluitar durant la Revolució. des de l'escenari polític. L'exclusió de Villa de la narrativa oficial de la Revolució podria haver contribuït a la seva contínua aclamació popular pòstum. Va ser celebrat durant la Revolució i molt després per corridos, pel·lícules sobre la seva vida i novel·les d'escriptors destacats. El 1976, les seves restes van ser reenterrades al Monument a la Revolució a la Ciutat de Mèxic en una gran cerimònia pública.

## Biografia
Pancho Villa va néixer a San Juan del Río Durango, el 1878 (encara que l'any del seu naixement és imprecís). Villa va explicar una sèrie d'històries conflictives sobre la seva vida primerenca. Segons la majoria de les fonts, va néixer el 5 de juny de 1878, i va anomenar José Doroteo Arango Arámbula al néixer. Quan era nen, va rebre una mica d'educació d'una escola local dirigida per l'església, però no era competent en més que l'alfabetització bàsica. El seu pare era un parcer que es deia Agustín Arango, i la seva mare era Micaela Arámbula. Va créixer al Rancho de la Coyotada, una de les hisendes més grans de l'estat de Durango. La residència de la família ara acull el museu històric Casa de Pancho Villa a San Juan del Rio. Doroteo va afirmar més tard que era el fill del bandoler. Agustín Villa, però segons almenys un erudit, "encara es desconeix la identitat del seu veritable pare". Era el més gran de cinc fills. Va deixar l'escola per ajudar la seva mare després de la mort del seu pare, i va treballar com a parcer, traginer, carnisser, paleta i capatàs d'una companyia de ferrocarrils dels EUA. Segons els seus records dictats, publicats com a Memorias de Pancho Villa amb 16 anys es va traslladar a Chihuahua, però aviat va tornar a Durango per localitzar i matar un propietari d'una hisenda anomenat Agustín López Negrete que havia violat la seva germana, robant un cavall i fugint a la regió de la Sierra Madre Occidental de Durango, on va recórrer els turons com a lladre. Finalment, es va convertir en membre d'una banda de bandolers on es deia "Arango". El 1898 va ser arrestat per robatori d'armes i mules.
El 1902, els rurales, la policia rural crack del president Porfirio Díaz, van detenir Pancho per robar mules i per assalt. A causa de les seves connexions amb el poderós Pablo Valenzuela, que suposadament havia estat receptor de béns robats per Villa/Arango, es va estalviar la pena de mort que de vegades imposava als bandits capturats. Pancho Villa va ser inclòs per la força a l'Exèrcit Federal, una pràctica que sovint s'adoptava sota el règim de Díaz per tractar amb els esvalotadors. Uns quants mesos més tard, va desertar i va fugir a l'estat veí de Chihuahua. Va intentar treballar com a carnisser a Hidalgo del Parro, però va ser obligat a deixar el negoci pel Monopoli de Terrazas-Creel. El 1903, després de matar un oficial de l'exèrcit i robar-li el cavall, ja no es coneixia com a Arango sinó Francisco "Pancho" Villa després del seu avi patern, Jesús Villa. Tanmateix, altres afirmen que es va apropiar del nom d'un bandoler de Coahuila. Era conegut pels seus amics com La Cucaracha o ("la panerola").
Fins a 1910, es diu que Villa va alternar episodis de robatori amb activitats més legítimes. La visió de Villa sobre el bandolerisme va canviar després de conèixer Abraham González, el representant local del candidat presidencial Francisco Madero, a la ciutat de Chihuahua. un ric hacendado convertit en polític de l'estat de Coahuila del nord, que es va oposar a la continuïtat del govern de Díaz i va convèncer Villa que a través del seu bandolerisme podria lluitar pel poble i fer mal als propietaris de la hisenda. Llavors, va decidir lluitar pel poble, i es va convertir en una figura revolucionària.

## De Madero i Villa a l'expulsió de Díaz

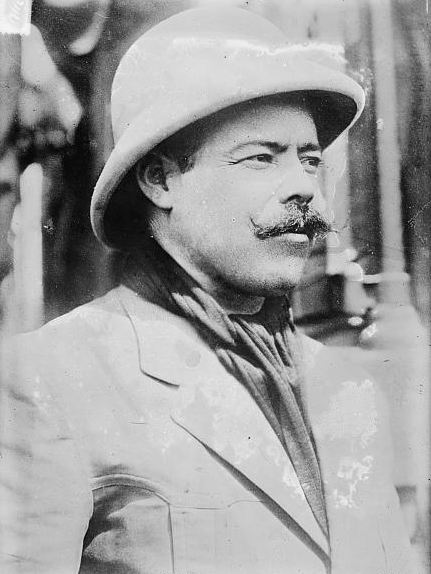
Villa tal com va aparèixer a la premsa dels Estats Units durant la Revolució

A l'esclat de la revolució mexicana, per a Villa i homes com ell que operaven com a bandits, l'agitació va proporcionar horitzons ampliats, "un canvi de títol, no d'ocupació" en una avaluació. Villa es va unir a la rebel·lió armada que Francisco Madero va convocar el 1910 per derrocar al president Porfirio Díaz en el Pla de San Luis Potosí. A Chihuahua, el líder dels antireeleccionistes, Abraham González, va contactar amb Villa per unir-se al moviment. Villa va capturar una gran hisenda, després un tren de soldats de l'Exèrcit Federal i la ciutat de San Andrés. Va vèncer l'Exèrcit Federal a Naica, Camargo i Pilar de Conchos, però va perdre a Tecolote. Villa es va reunir personalment amb Madero el març de 1911, ja que la lluita per expulsar Díaz continuava. Encara que Madero havia creat un ampli moviment contra Díaz, no va ser prou radical per als anarcosindicalistes del Partit Liberal Mexicà, que van desafiar el seu lideratge. Madero va ordenar a Villa que fes front a l'amenaça, cosa que va fer, desarmant-los i arrestant-los. Madero va recompensar Villa promovent-lo a coronel de les forces revolucionàries.

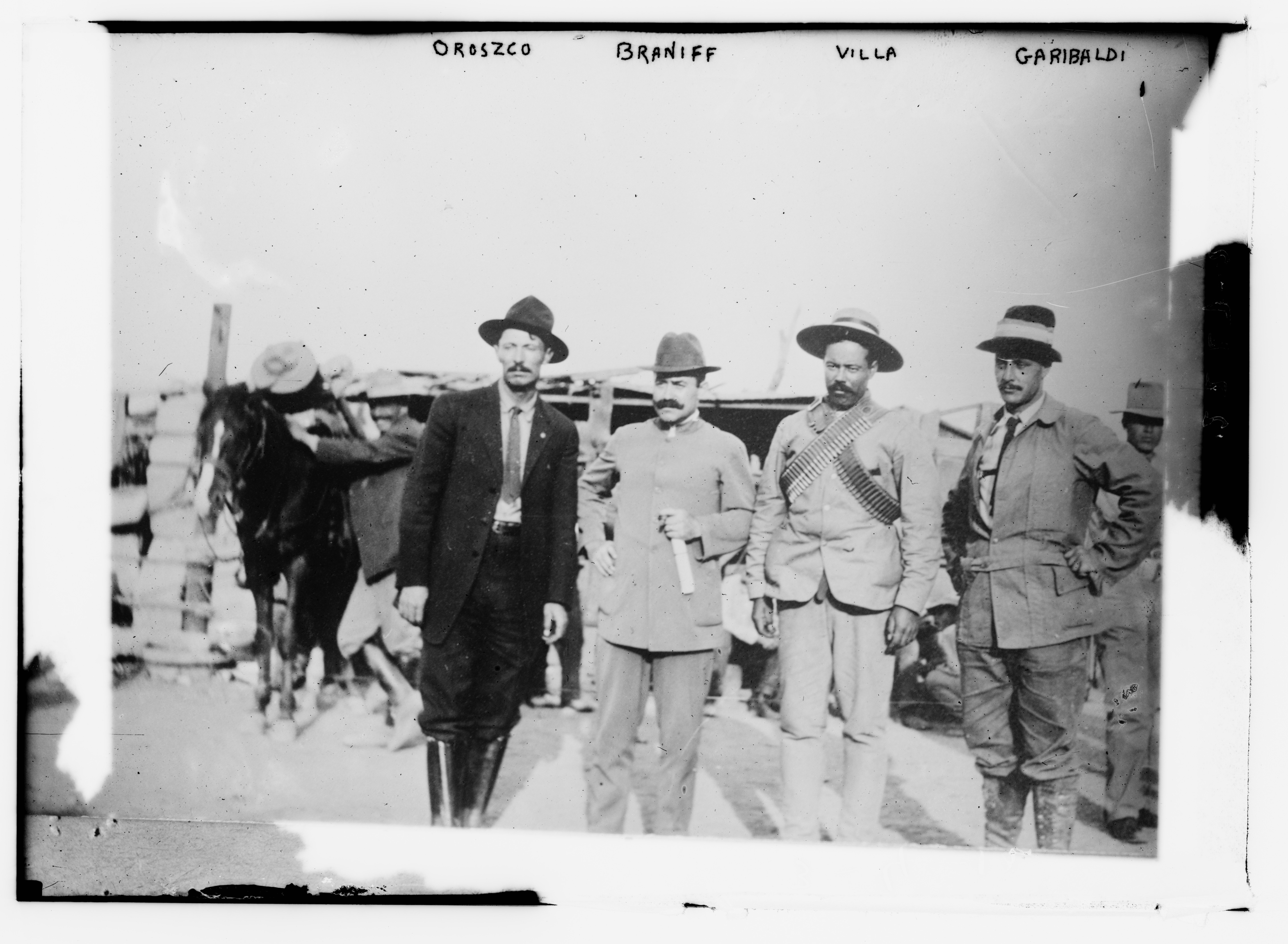
El general Pascual Orozco i els coronels Oscar Braniff, Pancho Villa i Peppino Garibaldi, fotografiats el 10 de maig de 1911, després de fer Juárez Ciutat, durant la Revolució Mexicana.

Gran part dels combats es van produir al nord de Mèxic, prop de la frontera amb els Estats Units. Temerós de la intervenció dels Estats Units, Madero va ordenar als seus oficials que suspendessin el setge de l'estratègica ciutat fronterera de Ciudad Juárez. Villa i Pascual Orozco van atacar en canvi, capturant la ciutat després de dos dies de lluita, guanyant així la primera Batalla de Ciudad Juárez el 1911.
Davant d'una sèrie de derrotes en molts llocs, Díaz va dimitir el 25 de maig de 1911, després de marxar a l'exili. No obstant això, Madero va signar el Tractat de Ciudad Juárez amb el règim de Díaz, sota el qual es va mantenir la mateixa estructura de poder, inclòs el recentment derrotat Exèrcit Federal.
El 1911, Villa va derrotar l'exèrcit del president Porfirio Díaz, donant el seu suport a Francisco I. Madero.Després de la caiguda de Madero, el general Huerta va sentenciar a mort Villa per insubordinació. Villa va escapar a la frontera estatunidenca. Poc després es va rebel·lar en contra dels seus antics aliats, primer contra Victoriano Huerta, i posteriorment contra Venustiano Carranza. Carranza, que volia restablir la pau al país, va oferir grans extensions de terreny a Villa i a Emiliano Zapata. Villa va acceptar la proposta, però Zapata la va refusar. Per això, la reputació de Villa com a heroi popular ha estat atacada en diverses ocasions.
El 9 de març, 1916, Villa, encapçalant 1.500 soldats, va atacar la ciutat de Columbus, Nou Mèxic, ja que els Estats Units havien reconegut oficialment el govern de Carranza, a qui considerava el seu enemic. El president dels Estats Units, Woodrow Wilson, va respondre enviant 12.000 soldats a Mèxic el 15 de març per a capturar Villa. Durant aquesta expedició, els Estats Units van realitzar la primera missió de combat aeri de la seva història, amb vuit aeroplans. L'expedició, però, va ser un fracàs, oficialment reconegut pel govern estatunidenc el 28 de gener, 1917.
A Villa sempre l'acompanyaven corresponsals, com ara l'estatunidenc John Reed. Realitzava entrevistes i fins i tot va signar un contracte amb Hollywood pet tal que les seves batalles fossin filmades; les seves tropes van rebre nous uniformes per a la realització d'algunes escenes. També va mantenir una bona relació amb periòdics estrangers importants. Per això, va ser molt conegut arreu del món (més que altres herois revolucionaris).
El 1920 Villa va acabar amb les seves accions revolucionàries. Va ser assassinat el 1923 a la ciutat de Parral, Chihuahua. Tot i els excessos violents que va cometre, ja que es va rebel·lar contra la injustícia social, encara és recordat com un heroi popular.

## Vila durant la presidència de Madero, 1911–1913

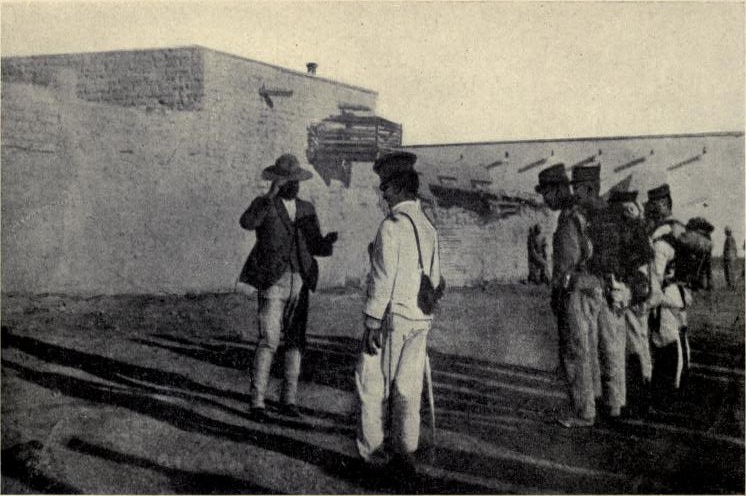
El general de brigada honorari Pancho Villa davant un esquadró d'afusellament de l'Exèrcit Federal a Jiménez, Chihuahua, el 1912. La seva execució pel generalVictoriano Huerta va ser evitat en l'últim moment per un telegrama del president Madero.

Les forces rebels, inclosa Villa, van ser desmobilitzades, i Madero va demanar als homes d'acció que tornessin a la vida civil. Orozco i Villa van exigir que les terres de la hisenda confiscades durant la violència que va portar a Madero al poder es repartissin als soldats revolucionaris. Madero es va negar, dient que el govern compraria les propietats als seus propietaris i després les distribuiria als revolucionaris en una data futura. Segons una història explicada per Villa, li va dir a Madero en un banquet a Ciudad Juárez després de la victòria el 1911: "Vostè, senyor [Madero] , han destruït la revolució... És senzill: aquesta colla de dandis t'ha fet el ridícul, i això ens acabarà costant el coll, inclòs el teu." Aquest va ser el cas de Madero, que va ser assassinat durant un cop militar el febrer de 1913 en un període conegut com els Deu dies tràgics (Decena Tràgica).

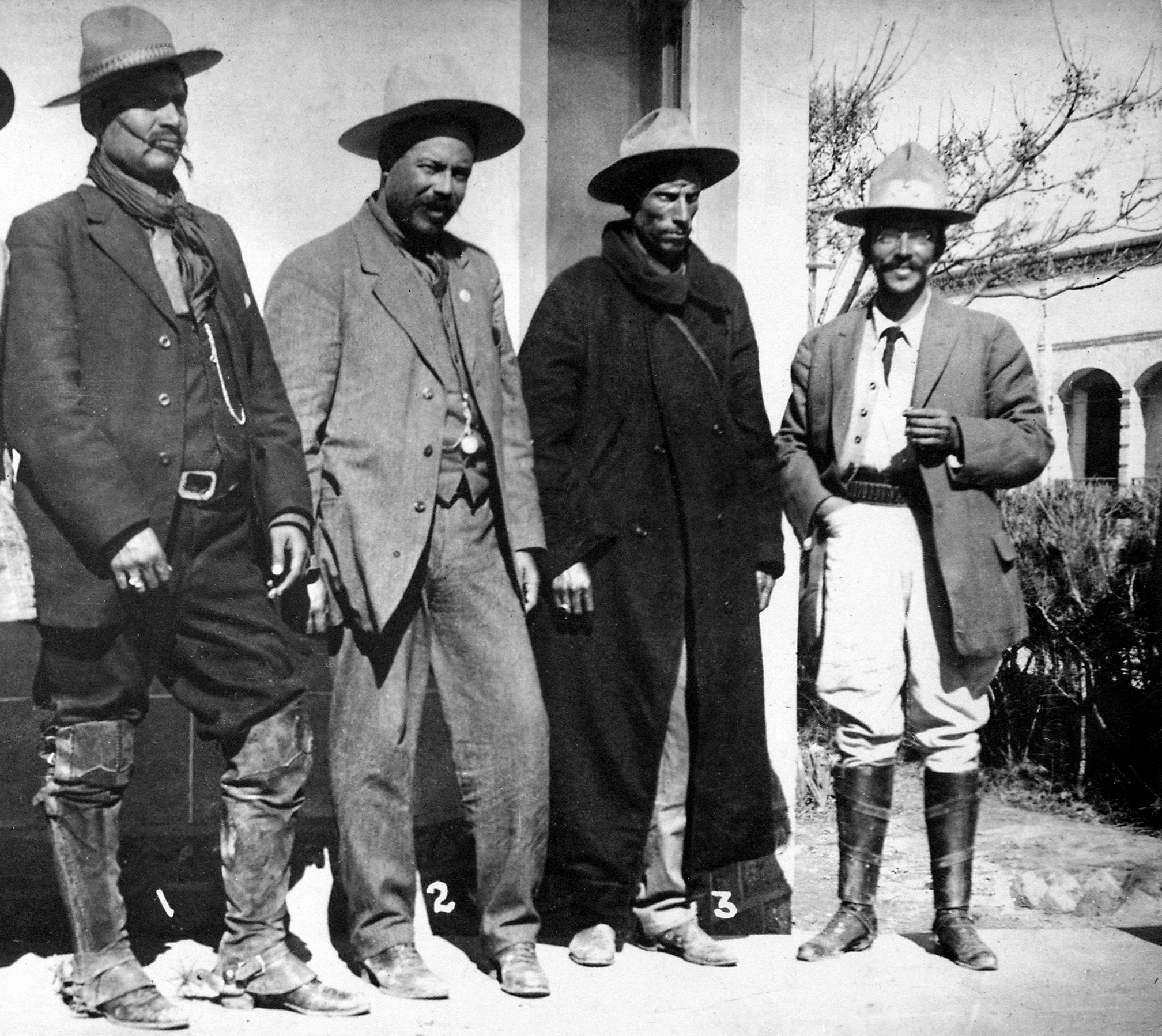
Villa amb el seu personal l'any 1913. Villa és el del vestit gris al centre. El seu ajudant, el general Rodolfo Fierro, es troba a la dreta de Villa. A l'esquerra de Villa hi ha el general Toribio Ortega i l'extrem dret de la foto el coronel Juan Medina. Villa i Fierro van servir a l'Exèrcit Constitucionalista oposant-se a Huerta, un cop Huerta va ser destituït el juliol de 1914.

Un cop elegit president el novembre de 1911, Madero va demostrar ser un polític desastrós, destituint els seus partidaris revolucionaris i confiant en l'estructura de poder existent. Villa va desaprovar fermament la decisió de Madero de nomenar Venustiano Carranza (que anteriorment havia estat un ferm defensor de Díaz fins que Díaz es va negar a nomenar-lo governador de Coahuila el 1909) com a ministre de la Guerra. "La negativa de Madero a acomodar-se personalment a Orozco va ser un error polític important". Orozco es va rebel·lar el març de 1912, tant pel fracàs continuat de Madero per promulgar la reforma agrària com perquè sentia insuficientment recompensat pel seu paper en portar el nou president al poder. A petició del principal aliat polític de Madero a l'estat, el governador de Chihuahua, Abraham González, Villa va tornar al servei militar sota Madero per combatre la rebel·lió liderada pel seu antic camarada Orozco. Tot i que Orozco va fer una crida amb ell per unir-se a la seva rebel·lió, Villa va tornar a donar a Madero victòries militars clau. Amb 400 cavallers, va capturar Parral dels orozquistas i després va unir forces a l'estratègica ciutat de Torreón amb l'Exèrcit Federal sota el comandament del general Victoriano Huerta.
Huerta va donar la benvinguda inicialment a l'exitosa Villa, i va intentar posar-lo sota el seu control nomenant Villa com a general de brigada honorari de l'Exèrcit Federal, però Villa no va ser afalagat ni controlat fàcilment. Huerta va intentar llavors desacreditar i eliminar a Villa acusant-lo d'haver robat un bon cavall i titllant-lo de bandoler. Villa va colpejar Huerta, que després va ordenar l'execució de Villa per insubordinació i robatori. Quan estava a punt de ser afusellat, va fer una crida als generals Emilio Madero i Raúl Madero, germans del president Madero. La seva intervenció va retardar l'execució fins que es va poder contactar amb el president per telègraf, i va ordenar a Huerta que perdonés la vida a Villa però que l'empresonés.
Villa primer va ser empresonat a la Presó de Belem, a Ciutat de Mèxic. Mentre estava a la presó va ser tutoritzat en lectura i escriptura per Gildardo Magaña, seguidor d'Emiliano Zapata, líder revolucionari a Morelos. Magaña també el va informar del Pla d'Ayala de Zapata, que repudiava a Madero i demanava una reforma agrària a Mèxic.